# James Karen
James Karen, pseudonimo di Jacob Karnofsky (Wilkes-Barre, 28 novembre 1923 – Los Angeles, 23 ottobre 2018), è stato un attore statunitense.

## Biografia
James Karen nacque a Wilkes-Barre, in Pennsylvania, figlio di Joseph Yosef Harris Karnofsky (1880‐1961) e Gertrude Mae Freed (1899‐1947), ebrei immigrati provenienti dalla Russia. Suo zio era l'attore Morris Carnovsky, co-fondatore del Group Theatre.
In gioventù, Karen fu incoraggiato a recitare dal membro del Congresso Democratico degli Stati Uniti Daniel J. Flood, che era lui stesso un attore dilettante e lo reclutò in una produzione al Little Theatre di Wilkes-Barre. Karen frequentò la Neighborhood Playhouse School of the Theatre di New York e servì nelle forze aeree dell'esercito americano durante la seconda guerra mondiale.
Nel 1958 sposò la cantante Susan Reed, dalla quale ebbe un figlio, Reed; i due divorziarono nel 1967. Nel 1986 sposò l'attrice Alba Francesca. Karen morì il 23 ottobre 2018 nella sua casa di Los Angeles, all'età di 94 anni, per arresto cardiorespiratorio.

## Filmografia

### Attore

#### Cinema
- L'incredibile astronauta incontra il mostro spaziale (Frankenstein Meets the Spacemonster), regia di Robert Gaffney (1965)
- Ercole a New York (Hercules in New York), regia di Arthur Allan Seidelman (1970)
- Anello di sangue (I Never Sang for My Father), regia di Gilbert Cates (1970)
- Rivals, regia di Krishna Shah (1972)
- Amazing Grace, regia di Stan Lathan (1974)
- Tutti gli uomini del presidente (All the President's Men), regia di Alan J. Pakula (1976)
- Capricorn One, regia di Peter Hyams (1978)
- La sera della prima (Opening Night), regia di John Cassavetes (1977)
- F.I.S.T., regia di Norman Jewison (1978)
- Sindrome cinese (The China Syndrome), regia di James Bridges (1979)
- La febbre del successo - Jazz Singer (The Jazz Singer), regia di Richard Fleischer (1980)
- Take This Job and Shove It, regia di Gus Trikonis (1981)
- Poltergeist - Demoniache presenze (Poltergeist), regia di Tobe Hooper (1982)
- Viaggiatore nel tempo, regia di Tom Kennedy (1982)
- Frances, regia di Graeme Clifford (1982)
- C'è... un fantasma tra noi due (Kiss Me Goodbye), regia di Robert Mulligan (1982) (non accreditato)
- Sam's Son, regia di Michael Landon (1984)
- Il ritorno dei morti viventi (The Return of the Living Dead), regia di Dan O'Bannon (1985)
- Doppio taglio (Jagged Edge), regia di Richard Marquand (1985)
- Invaders (Invaders from Mars), regia di Tobe Hooper (1986)
- Vacanze bollenti per quei pazzi porcelloni (Hardbodies 2), regia di Mark Griffiths (1986)
- Wall Street, regia di Oliver Stone (1987)
- Il ritorno dei morti viventi 2 (Return of the Living Dead Part II), regia di Ken Wiederhorn (1988)
- Un diavolo di ragazza (Girlfriend from Hell), regia di Daniel Peterson (1989)
- Vital Signs - Un anno, una vita (Vital Signs), regia di Marisa Silver (1990)
- Road Lawyers, episodio di Road Lawyers and Other Briefs, regia di James Desmarais, Tim Doyle, David Lipman e Robert Rhine (1990)
- The Willies, regia di Brian Peck (1990)
- The Closer, regia di Dimitri Logothetis (1990)
- Heart of the Deal, regia di Marina Levikova e Yuri Neyman (1990)
- Horror Baby (The Unborn), regia di Rodman Flender (1991)
- Stone Soup, regia di Mitchell Cohen (1993)
- Future Shock, regia di Eric Parkinson, Matt Reeves e Oley Sassone (1994)
- Tough and Deadly, regia di Steve Cohen (1995)
- Congo, regia di Frank Marshall (1995)
- Gli intrighi del potere - Nixon (Nixon), regia di Oliver Stone (1995)
- Qualcosa di personale (Up Close & Personal), regia di Jon Avnet (1996)
- Oltre le linee nemiche (Behind Enemy Lines), regia di Mark Griffiths (1997)
- Always Say Goodbye, regia di Joshua Beckett (1997)
- Joyride, regia di Quinton Peeples (1997)
- River Made to Drown In, regia di James Merendino (1997)
- Freedom Strike, regia di Jerry P. Jacobs (1998)
- L'ombra del dubbio (Shadow of Doubt), regia di Randal Kleiser (1998)
- Girl, regia di Jonathan Kahn (1998)
- L'allievo (Apt Pupil), regia di Bryan Singer (1998)
- Fly Boy, regia di Richard Stanley (1999)
- Ogni maledetta domenica - Any Given Sunday (Any Given Sunday), regia di Oliver Stone (1999)
- Thirteen Days, regia di Roger Donaldson (2000)
- Mulholland Drive (Mulholland Dr.), regia di David Lynch (2001)
- A House on a Hill, regia di Chuck Workman (2003)
- La leggenda del tesoro scomparso (Outlaw Trail: The Treasure of Butch Cassidy), regia di Ryan Little (2006)
- La ricerca della felicità (The Pursuit of Happyness), regia di Gabriele Muccino (2006)
- Trail of the Screaming Forehead, regia di Larry Blamire (2007)
- Dark and Stormy Night, regia di Larry Blamire (2009)
- Jack and the Beanstalk, regia di Gary J. Tunnicliffe (2010)
- Sympathy for Delicious, regia di Mark Ruffalo (2010)
- The Butterfly Room - La stanza delle farfalle (The Butterfly Room), regia di Gionata Zarantonello (2012)
- Dark Canyon, regia di Dustin Rikert (2012)
- America's Most Haunted, regia di Chris Randall (2013)
- Green Briefs, regia di Albert M. Chan, Jason Karman, Michael Morgenstern, Marc Saltarelli e Cedric Thomas Smith (2013)
- Rain from Stars, regia di Stephen Wallis (2013)

#### Televisione
- The Philco Television Playhouse – serie TV, episodio 1x12 (1948)
- Lux Video Theatre – serie TV, episodio 1x38 (1951)
- Car 54, Where Are You? – serie TV, episodio 2x10 (1962) (non accreditato)
- La parola alla difesa (The Defenders) – serie TV, episodi 3x17-4x06 (1964)
- Directions – serie TV, 1 episodio (1966)
- Così gira il mondo (As the World Turns) – serial TV (1967-1970)
- La valle dei pini (All My Children) – serial TV (1970)
- L'uomo invisibile (The Invisible Man) – serie TV, episodio 1x01 (1975)
- Starsky & Hutch – serie TV, episodio 1x10 (1975)
- Una famiglia americana (The Waltons) – serie TV, episodio 4x11 (1975)
- Le strade di San Francisco (The Streets of San Francisco) – serie TV, episodio 4x15 (1976)
- La donna bionica (The Bionic Woman) – serie TV, episodio 1x03 (1976)
- Hawaii Squadra Cinque Zero (Hawaii Five-O) – serie TV, episodio 8x22 (1976)
- McMillan e signora (McMillan & Wife) – serie TV, episodio 5x07 (1976)
- Pepper Anderson agente speciale (Police Woman) – serie TV, episodio 2x24 (1976)
- Executive Suite – serie TV, episodio 1x01 (1976)
- Serpico – serie TV, episodio 1x04 (1976)
- Delvecchio – serie TV, episodio 1x12 (1976)
- Poliziotto di quartiere (The Blue Knight) – serie TV, episodio 2x06 (1976)
- Something for Joey – film TV (1977)
- Mary Jane Harper Cried Last Night – film TV (1977)
- Professione medico (Rafferty) – serie TV, episodio 1x06 (1977)
- L'albero di Natale è sempre verde (The Gathering) – film TV (1977)
- In casa Lawrence (Family) – serie TV, episodio 3x11 (1977)
- Lucan – serie TV, episodio 1x05 (1978)
- Lou Grant – serie TV, episodio 1x17 (1978)
- Giorno per giorno (One Day at a Time) – serie TV, episodio 4x03 (1978)
- Institute for Revenge – film TV (1979)
- Agenzia Rockford (The Rockford Files) – serie TV, episodi 3x13-5x16 (1977-1979)
- Il rapimento di Patty Hearst (The Ordeal of Patty Hearst) – film TV (1979)
- Blind Ambition – miniserie TV (1979)
- La famiglia Bradford (Eight is enough) – serie TV, episodi 3x20-3x25-4x08 (1979)
- Topper – film TV (1980)
- Once Upon a Family – film TV (1980)
- F.D.R. Ultimo anno (F.D.R.: The Last Year) – film TV (1980)
- Portrait of a Rebel: The Remarkable Mrs. Sanger – film TV (1980)
- I Jefferson (The Jeffersons) – serie TV, episodio 7x14 (1981)
- Una questione di principio (The Violation of Sarah McDavid) – film TV (1981)
- Il giorno del grande crollo (The Day the Bubble Burst) – film TV (1982)
- Herbie, the Love Bug – serie TV, episodio 1x01 (1982)
- California (Knots Landing) – serie TV, episodio 3x20 (1982)
- Dallas – serie TV, episodi 6x12-6x13-6x15 (1982-1983)
- M*A*S*H – serie TV, episodio 11x12 (1983)
- Quincy (Quincy M.E.) – serie TV, 4 episodi (1977-1983)
- ABC Afterschool Specials – serie TV, episodio 11x06 (1983)
- Tucker's Witch – serie TV, episodio 1x07 (1983)
- Il principe delle stelle (The Powers of Matthew Star) – serie TV, 9 episodi (1983)
- Simon & Simon (Simon & Simon) – serie TV, episodio 3x01 (1983)
- Trapper John (Trapper John, M.D.) – serie TV, episodio 5x02 (1983)
- Hardcastle & McCormick (Hardcastle and McCormick) – serie TV, episodio 1x14 (1984)
- Casa Keaton (Family Ties) – serie TV, episodio 2x13 (1984)
- La casa nella prateria - L'ultimo addio (Little House: The Last Farewell) – film TV (1984)
- Navy (Emerald Point N.A.S.) – serie TV, episodi 1x03-1x22 (1983-1984)
- The Paper Chase – serie TV, episodio 2x14 (1984)
- Dynasty – serie TV, episodi 4x25-5x02 (1984)
- The Boy Who Loved Trolls – film TV (1984)
- Tre per tre (Three's a Crowd) – serie TV, episodio 1x05 (1984)
- Cin cin (Cheers) – serie TV, episodio 3x13 (1985)
- Moonlighting – serie TV, episodio 1x01 (1985)
- Webster – serie TV, episodio 2x24 (1985)
- 227 – serie TV, episodio 1x06 (1985)
- Melba – serie TV, episodio 1x05 (1986)
- Mathnet – serie TV, episodio 1x04 (1987)
- Square One TV – serie TV, episodi 1x19-1x20 (1987)
- Storie incredibili (Amazing Stories) – serie TV, episodio 2x21 (1987)
- La famiglia Bradford: Festa di compleanno (Eight Is Enough: A Family Reunion) – film TV (1987)
- Casalingo Superpiù (Who's the Boss?) – serie TV, episodio 4x06 (1987)
- Magnum, P.I. – serie TV, episodi 4x06-8x04 (1987)
- Giovani omicidi (Billionaire Boys Club) – film TV (1987)
- Troppo forte! (Sledge Hammer!) – serie TV, episodio 2x17 (1988)
- Cuori senza età (The Golden Girls) – serie TV, episodio 3x20 (1988)
- MacGyver – serie TV, episodio 4x10 (1989)
- Due come noi (Jake and the Fatman) – serie TV, episodi 1x02-2x01 (1989)
- Murphy Brown – serie TV, episodio 1x20 (1989)
- Autostop per il cielo (Highway to Heaven) – serie TV, episodio 5x08 (1989)
- Lassie (The New Lassie) – serie TV, episodio 1x06 (1989)
- Booker – serie TV, episodio 1x06 (1989)
- Mancuso, F.B.I. – serie TV, episodio 1x05 (1989)
- Agente speciale Kiki Camarena sfida ai narcos (Drug Wars: The Camarena Story) – miniserie TV (1990)
- Come sposare un milionario (Rich Men, Single Women) – film TV (1990)
- Un amore violento (Shattered Dreams) – film TV (1990)
- Baby Sitter (Charles in Charge) – serie TV, episodi 2x09-5x05-5x15 (1987-1990)
- Thanksgiving Day – film TV (1990)
- Matlock – serie TV, episodio 5x18 (1991)
- Tradimento fatale (Lies Before Kisses) – film TV (1991)
- Avvocati a Los Angeles (L.A. Law) – serie TV, episodio 5x16 (1991)
- Tra la vita e la morte (Absolute Strangers) – film TV (1991)
- Indagini pericolose (Bodies of Evidence) – serie TV, episodi 2x06-2x07 (1993)
- Quattro donne in carriera (Designing Women) – serie TV, episodi 7x21-7x22 (1993)
- Class of '96 – serie TV, episodio 1x17 (1993)
- The Larry Sanders Show – serie TV, 4 episodi (1992-1993)
- A Walton Thanksgiving Reunion – film TV (1993)
- Staying Afloat – film TV (1993)
- La rivincita dei nerds IV (Revenge of the Nerds IV: Nerds in Love) – film TV (1994)
- Coach – serie TV, episodi 5x10-6x26 (1992-1994)
- Melrose Place – serie TV, episodio 3x02 (1994)
- Programmato per amare (The Companion) – film TV (1994)
- Hearts Afire – serie TV, episodio 3x08 (1994)
- Il bacio della paura (A Kiss Goodnight) – film TV (1994)
- Piranha - La morte viene dall'acqua (Piranha), regia di Scott P. Levy – film TV (1995)
- Bonanza: Under Attack – film TV (1995)
- Il commissario Scali (The Commish) – serie TV, episodio 4x14 (1995)
- Sisters – serie TV, episodio 6x12 (1996)
- Il tocco di un angelo (Touched by an Angel) – serie TV, episodio 3x09 (1996)
- Dark Skies - Oscure presenze (Dark Skies) – serie TV, episodio 1x18 (1997)
- Night Man – serie TV, episodio 1x01 (1997)
- NightMan – film TV (1997)
- Ned and Stacey – serie TV, 9 episodi (1996-1997)
- Seinfeld – serie TV, episodio 9x20 (1998)
- Beverly Hills 90210 (Beverly Hills, 90210) – serie TV, episodi 8x31-8x32 (1998)
- La diva e il cowboy (The Cowboy and the Movie Star) – film TV (1998)
- Le onde della vita (My Last Love) – film TV (1999)
- Mulholland Dr. – film TV (1999)
- Strepitose Parkers (The Parkers) – serie TV, episodio 1x19 (2000)
- Walker Texas Ranger (Walker, Texas Ranger) – serie TV, episodio 9x05 (2000)
- The Practice - Professione avvocati (The Practice) – serie TV, episodi 2x22-5x12-5x13 (1998-2001)
- The Nightmare Room - serie TV, episodio 1x06 (2001) (non accreditato)
- First Monday – serie TV, 13 episodi (2002)
- Fatal Kiss – film TV (2002)
- JAG - Avvocati in divisa (JAG) – serie TV, episodi 5x23-8x07 (2000-2002)
- Giudice Amy (Judging Amy) – serie TV, episodio 5x09 (2003)
- Unscripted – serie TV, episodi 1x05-1x09-1x10 (2005)
- Cold Case - Delitti irrisolti (Cold Case) – serie TV, episodio 6x01 (2008)
- L'amore fa impazzire (Drew Peterson: Untouchable) – film TV (2012)

#### Cortometraggi
- Film, regia di Samuel Beckett e Alan Schneider (1965)
- The Roommate, regia di Oley Sassone (1989)
- Tick, Tick, Tick, regia di John Luessenhop (1994)
- Jane Bond, regia di Christina Zilber (2001)
- Flickering Blue, regia di Harper Philbin (2004)
- Office Court, regia di Jason Christopher Mercer (2005)
- Heart Medicine, regia di Gregers Heering (2007)
- Pride, regia di Marc Saltarelli (2011)

### Doppiatore
- Lo spirito dell'aquila (Spirit of the Eagle) (1991)
- The Cleveland Show, nell'episodio "La battaglia di Stoolbend" (2011)
- American Dad!, nell'episodio "Vacanze assassine" (2012)

## Doppiatori italiani
Nelle versioni in italiano delle opere in cui ha recitato, James Karen è stato doppiato da:
- Luciano De Ambrosis in Sindrome cinese, Doppio taglio, L'ombra del dubbio, L'allievo, Cold Case - Delitti irrisolti
- Renato Mori ne Il ritorno dei morti viventi, Il ritorno dei morti viventi 2
- Carlo Reali in The Butterfly Room - La stanza delle farfalle
- Maurizio Scattorin ne  I Jefferson
- Dante Biagioni in Mulholland Drive
- Gil Baroni ne La ricerca della felicità
- Giuliano Santi in Ercole a New York
- Sandro Iovino in La famiglia Bradford
- Paolo Poiret in La famiglia Bradford (ep. 3x02)
- Gianni Marzocchi in La famiglia Bradford (ep. 3x25)
- Romano Ghini in Starsky & Hutch
- Andrea Lala in La casa nella prateria - L'ultimo addio
- Nando Gazzolo in Tutti gli uomini del presidente
- Gianni Musy in F.I.S.T.
- Sergio Rossi in Capricorn One
- Sergio Matteucci in Qualcosa di personale
- Sergio Tedesco in Walker Texas Ranger
- Giuseppe Fortis in Wall Street